# Женевская конференция (1973)
Женевская мирная конференция 1973 года проходила с 21 декабря по 22 или 29 декабря или по 9 января 1974 года в Женеве (Швейцария). В конференции участвовали представители Израиля, Египта и Иордании, а также посредники от США и СССР и Генеральный секретарь ООН Курт Вальдхайм. Не достигнув заметного прогресса в урегулировании арабо-израильского конфликта, конференция сыграла тем не менее историческую роль как факт первых многосторонних контактов его участников при поддержке США и СССР.

## Предпосылки созыва конференции
Резолюция Совета Безопасности ООН 338, результатом которой стало прекращение огня в арабо-израильской войне 1973 года, одновременно призывала стороны конфликта приступить к немедленным переговорам о его урегулировании «под соответствующей эгидой». В рамках реализации этой резолюции, а также резолюции СБ ООН 242, принятой в ноябре 1967 года, члены Совета Безопасности собрались на закрытое заседание 15 декабря 1973 года, результатом которого стала санкция на проведение в Женеве мирной конференции. Официальная поддержка конференции была закреплена резолюцией СБ ООН 344.

## Ход конференции
Участниками конференции стали главы дипломатических ведомств трёх из стран — участниц конфликта: Абба Эвен (Израиль), Исмаил Фахми (Египет) и Зайд ар-Рифаи (Иордания). В качестве представителя стороны-спонсора выступил Генеральный секретарь ООН Курт Вальдхайм, а сопредседателями конференции стали министр иностранных дел СССР Андрей Громыко и госсекретарь США Генри Киссинджер. На конференции не была представлена Организация освобождения Палестины, в программе которой в это время стоял пункт об уничтожении Израиля, что исключало возможность контактов с её членами представителей Израиля или США. Источники указывают разные причины неучастия в конференции Сирии. Согласно одной версии, сирийцы отказались от участия в знак солидарности с не представленными на ней палестинцами; согласно другой — Израиль наложил вето на её участие в связи с неконвенциональным обращением сирийцев с военнопленными.
Несмотря на выраженную в резолюции 344 надежду на быстрый прогресс в деле «мирного и справедливого регулирования ближневосточного конфликта», отсутствие на конференции представителей палестинской стороны фактически исключало возможность достижения сколько-нибудь значительных соглашений. Кроме того, отношения сторон оставались враждебными настолько, что представители арабских стран и Израиля не общались между собой напрямую, вынуждая Вальдхайма и делегатов от США и СССР служить передаточным звеном в переговорах. Как следствие, на самой конференции не было достигнуто никакого существенного прогресса. Однако сам факт её созыва был символическим, поскольку это стало первой встречей за одним столом переговоров сторон арабо-израильского конфликта при участии США и СССР. Кроме того, в ходе конференции были достигнуты договорённости о создании рабочих групп по отдельным вопросам. В частности, было принято решение о формировании военной рабочей группы, которая должна решить вопрос о разъединении войск.

## Последствия
В начале 1974 года были достигнуты двусторонние израильско-египетское и израильско-сирийское соглашения о разъединении войск. Курт Вальдхайм в связи с этим высоко оценил роль ООН в стабилизации израильско-египетских отношений. Женевская конференция также заложила основы для последующих американо-египетских контактов и активной «челночной дипломатии» госсекретаря Киссинджера, в конечном итоге приведшей к готовности египетского президента Садата к заключению мира с Израилем при посредничестве США.